# Kupowo
Kupowo – wieś w Polsce położona w województwie podlaskim, w powiecie suwalskim, w gminie Rutka-Tartak.

## Historia
W latach 1975–1998 miejscowość administracyjnie należała do województwa suwalskiego.
Na wschód od wsi znajduje się Jezioro Kupowo.
W okresie międzywojennym stacjonowała tu strażnica Korpusu Ochrony Pogranicza.
W 1912 we wsi urodziła się Janina Wójcicka Hoskins – amerykańska bibliotekarka polskiego pochodzenia. Dzięki jej pracy Biblioteka Kongresu w Waszyngtonie uzyskała największy zbiór polskich dzieł w całych Stanach Zjednoczonych.